# Sundstjärnen, Västerbotten
Sundstjärnen är en sjö i Skellefteå kommun i Västerbotten och ingår i Bureälvens huvudavrinningsområde.